# Larry Elmore

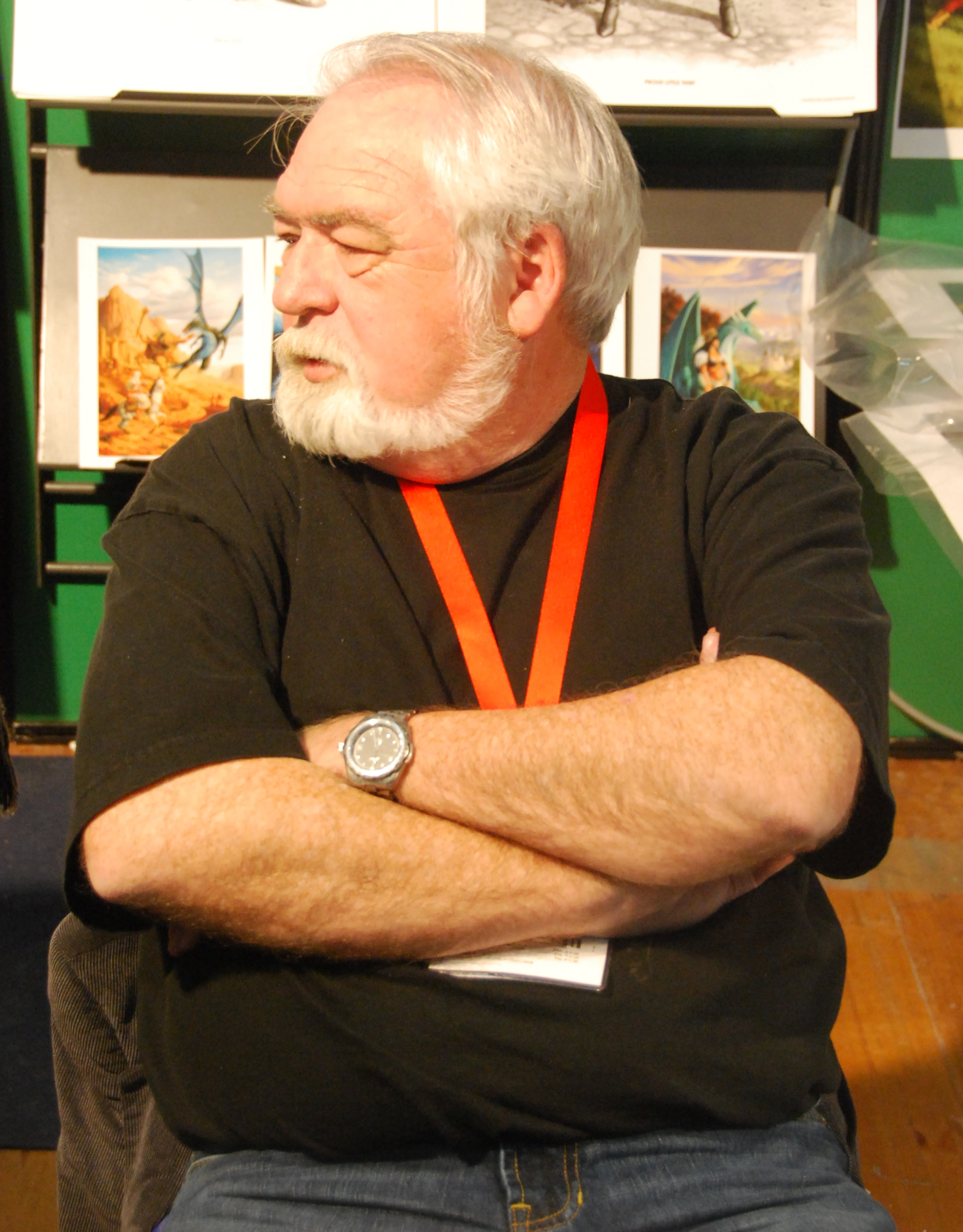
Larry Elmore.

Larry Elmore (Louisville, Kentucky, el 5 de agosto de 1948) es un artista estadounidense especializado en la ilustración de fantasía heroica y de juegos de rol. La editorial estadounidense TSR lo contrató para hacer muchas de las ilustraciones del juego de rol Dungeons & Dragons durante los años 80. También colaboró en la concepción del universo de ficción de Krynn, para la saga Dragonlance, y creó la historieta Snarfquest para la revista Dragon.

## Obras ilustradas por Larry Elmore
- Dungeons & Dragons (Basic Rules Set, 1983, TSR)
- Advanced Dungeons & Dragons (segunda edición, 1989, TSR)
- Dragonlance
- SnarfQuest
- EverQuest
- Mercedes Lackey (numerosas ilustraciones para las cubiertas de los libros de esta escritora de fantasía)
- Reflections Of Myth: The Larry Elmore Sketchbook (en dos volúmenes, 1993, SQ Productions)
- Art Fantastix («Art of Elmore», n.º 5, 2002, Mg publishing)

## Las ilustraciones de Elmore en obras traducidas al castellano
Muchas ilustraciones de Elmore han sido publicadas en España a través de los numerosos suplementos para Advanced Dungeons & Dragons traducidos por Ediciones Zinco (de 1992 a 1997) y Ediciones Martínez Roca (de 1998 a 2000), aunque su ilustración más conocida en España es la que hizo para ilustrar la tapa de la caja de la que en Estados Unidos había sido una reedición (en 1983) del Basic Rules Set de 1977 de Dungeons & Dragons. Esta edición del Basic Rules Set fue el primer juego de rol publicado en España cuando la editorial Dalmau Carles Pla lo tradujo en 1985. La ilustración de Elmore fue pues también la primera en ilustrar la cubierta de un juego de rol en España, además de que numerosas ilustraciones de los manuales interiores («manual del jugador» y «manual del dungeon master») estaban también firmadas por Elmore, lo que aumentó aún más su popularidad en ese país.